# Skorpion vz. 61
El Skorpion vz. 61 es un subfusil checoslovaco, desarrollado en la década de 1960 por Miroslav Rybář y producido bajo la denominación oficial Samopal vzor 61 (Subfusil modelo 1961) por la fábrica de armas Česká Zbrojovka en Uherský Brod, desde 1961 hasta 1979. 
Aunque fue desarrollado para ser empleado por fuerzas de seguridad, el subfusil también fue aceptado para servir en el Ejército checoslovaco como un arma auxiliar para suboficiales, choferes de vehículos, tripulaciones de vehículos blindados y fuerzas especiales. Los derechos de producción del subfusil también fueron comprados por la fábrica de armas yugoslava Crvena Zastava (hoy Armas Zastava), que fabricó esta arma durante los 80 como el M84. Su pistolete tiene cachas de plástico, en comparación a la versión original (también ha producido una versión civil semiautomática, conocida como M84A y disponible en calibre 9 mm).

## Historia
El Skorpion fue desarrollado a fines de la década de 1950 por Miroslav Rybář, bajo el nombre de "modelo 59". El diseño fue terminado en 1961 y designado como "Samopal Vz. 61". Fue adoptado por el Ejército checoslovaco y las fuerzas policiales, siendo más tarde exportado a varios países. Yugoslavia produjo una versión bajo licencia. También fue empleado por grupos armados, tales como el Ejército Republicano Irlandés, el Ejército Irlandés de Liberación Nacional y las Brigadas Rojas italianas. Estas últimas emplearon el Skorpion en el secuestro de Aldo Moro en 1978 y su posterior asesinato. En la década de 1990, la Banda de Roubaix utilizó este subfusil en una serie de ataques en Francia. En 2017, la Policía sueca estimó que unos 50 subsufiles anteriormente desactivados provenientes de Eslovaquia estaban circulando en el bajo mundo sueco.

## Detalles de diseño
El Skorpion emplea el cartucho 7,65 x 17 Browning (.32 ACP), que era el cartucho estándar de las fuerzas de seguridad checoslovacas. Es un arma con fuego selectivo accionada por inercia de masas y que dispara a cerrojo cerrado. Su cartucho produce un retoceso muy bajo, lo cual permite emplear el mecanismo de inercia de masas; no hay mecanismo de retraso y el cartucho es sostenido únicamente por la inercia del cerrojo y la resistencia de los muelles recuperadores. Al ser disparado, la presión empuja el casquillo en la recámara contra la resistencia ejercida por el peso del cerrojo y sus dos muelles recuperadores. El cerrojo retrocede, extrayendo el casquillo, que a su vez es eyectado hacia arriba a través de una portilla de la cubierta superior del cajón de mecanismos. Las dimensiones compactas del Skorpion fueron obtenidas al emplear un cerrojo telescópico, que cubre una considerable porción del cañón. El arma tiene un extractor accionado mediante resorte, instalado dentro del cabezal del cerrojo, así como un eyector doble fijo, que es un resalte del cajón de mecanismos.
Ya que el cerrojo es relativamente ligero, el Skorpion utiliza un reductor de cadencia inercial (situado dentro del pistolete de madera) para reducir la cadencia de fuego de 1000 disparos por minuto a una más controlable, de 850 disparos por minuto. El reductor de cadencia funciona de la siguiente manera: cuando el cerrojo alcanza el límite de su retroceso, golpea un gancho accionado por resorte montado en la parte posterior del cajón de mecanismos y es atrapado por este. Al mismo tiempo, impulsa un ligero émbolo accionado por resorte dentro del pistolete. El émbolo se accelera con facilidad y pasa a través de un pesado contrapeso que es dejado atrás debido a su inercia. Al comprimir su resorte, el émbolo vuelve hacia arriba y vuelve a pasar a través del contrapeso. Esto reduce la velocidad del émbolo, que al llegar al final de su recorrido, gira el gancho y suelta el cerrojo, que es implusado hacia adelante gracias a sus muelles recuperadores.      
El subfusil es disparado por un martillo y tiene un mecanismo de gatillo con un selector, cuya palanca (instalada en el lado izquierdo del cajón de mecanismos, sobre el pistolete) tiene 3 modos: "0"-arma asegurada, "1"-fuego semiautomático y "20"-fuego automático. El modo "seguro" desactiva el gatillo y bloquea el cerrojo en su posición delantera (al empujar el retén del cerrojo hacia arriba).
El Skorpion emplea dos tipos de cargadores curvos de doble hilera; uno corto de 10 cartuchos (0,15 kg, lleno) o uno de 20 cartuchos (0,25 kg, lleno). El cerrojo queda abierto tras disparar el último cartucho del cargador y puede ser cerrado con solo jalar la palanca de carga  ligeramente hacia atrás. El Skorpion viene equipado con miras mecánicas de tipo abierto (punto de mira ajustable y alza con alcances de 75 y 150 metros) y una culata plegable de alambre de acero, que se pliega hacia arriba y sobre el cajón de mecanismos, siendo fijada por las orejetas protectoras del punto de mira.
El Skorpion, junto con un cargador corto, es portado como una pistola convencional en una funda de cuero, mientras que dos cargadores largos son llevados en un porta-cargadores aparte. El arma viene con un kit de limpieza, herramienta para ajustar el punto de mira, aceitera y correa portafusil. También puede ser equipado con un silenciador.

## Variantes

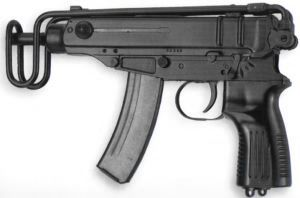
El Skorpion vz. 61 E.

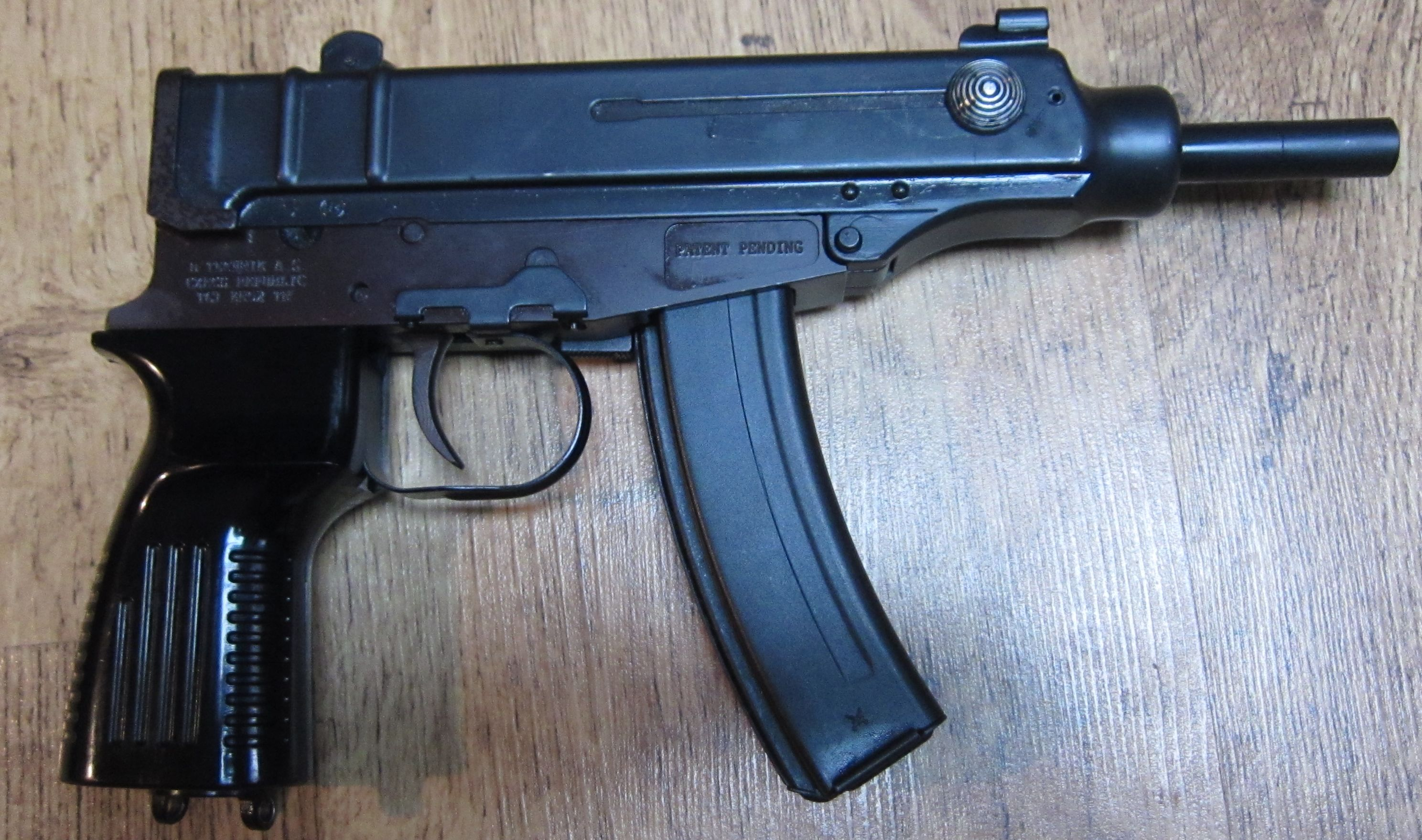
Una variante civil del Skorpion. Solamente dispara en modo semiautomático y no tiene culata.

Durante la década de 1960, fueron desarrolladas en Checoslovaquia tres variantes del Skorpion: el vz. 64 (calibrado para el cartucho 9 x 18 Makarov), el vz. 65 (diseñado para emplear el cartucho 9 x 17 Corto y el vz. 68 (que usa el cartucho 9 x 19 Parabellum), aunque no se llevó a cabo la producción de estas. En la década de 1990, la Česká Zbrojovka ofrecía los siguientes subfusiles: el vz. 61 E (versión calibre 7,65 mm con cachas de plástico), el vz. 82 (calibrado para cartuchos 9 x 18 Makarov y con un cañón de 113 mm) y el vz. 83 (para cartuchos 9 x 17 Corto). También fue desarrollada una variante semiautomática para el mercado civil llamada CZ-91S, disponible en los calibres ya mencionados. Los subsufiles vz. 82, vz. 83 y CZ-91S de calibre 9 mm, emplean cargadores rectos.
El M84 "ŠKORPION" (М84 "ШКОРПИОН") fue producido bajo licencia en Yugoslavia entre 1984 y 1992, después en Serbia. 

## Usuarios
- Afganistán[9]
- Angola[9]
- Checoslovaquia

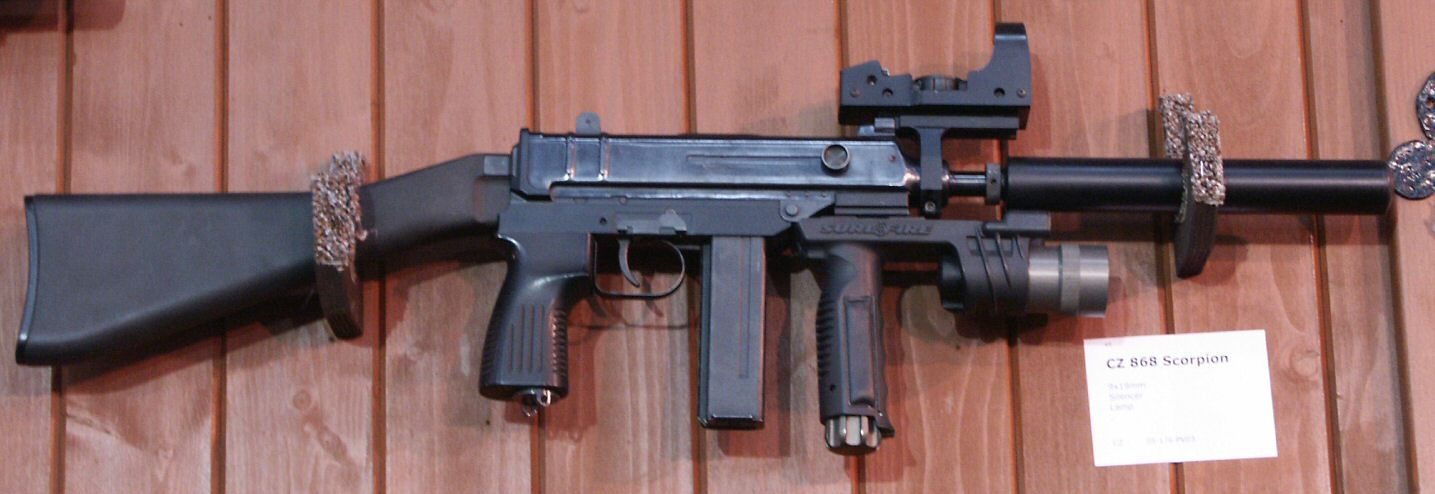
El CZ 868, modificación carabina del Skorpion original.

- Corea del Norte: Empleado por espías y unidades de élite.[10]
- Egipto[11]
- Eslovaquia[9]
- Georgia: Es principalmente empleado por fuerzas policiales.[9]
- Indonesia: Es empleado por la unidad de buzos tácticos Komando Pasukan Katak (Kopaska) y la unidad de Fuerzas Especiales Komando Pasukan Khusus (Kopassus).[12]
- Libia[9]
- Mongolia[13]
- Mozambique[11]
- Pakistán: Es empleado por la unidad policial Dolphin.[9]
- República Checa[9][14][15]
- Serbia[11][16]
- Uganda[9]
- Unión Soviética: Era empleado por unidades Spetznaz.[16]
- Vietnam del Norte: Fue empleado por el Ejército norvietnamita y el Viet Cong durante la Guerra de Vietnam.[17]
- Yugoslavia[11]